# Památné lípy v Satalicích
Památné lípy v Satalicích, tj. v městské části Praha-Satalice, jsou čtyři památné stromy, které rostou v centru obce u kaple svaté Anny před vchodem do Satalické bažantnice, poblíž autobusové zastávky Pražské integrované dopravy Satalická obora.

## Parametry stromu
- Výška (m): 17–19[1]
- Obvod (cm): 300–560 (rok 2013)
- Ochranné pásmo: ze zákona
- Datum prvního vyhlášení: 05.04.2001 (původní počet byl 3 lípy velkolisté a 2 lípy malolisté)[2]
- Odhadované stáří: 215 let (k roku 2016)[3]

## Popis
Skupina lip srdčitých a velkolistých roste za kaplí do půlkruhu podél ohradní zdi bažantnice. Stromy mají mohutné kmeny, které se rozdělují na silné větve. Tyto větve pak směřují přímo vzhůru a vytvářejí bohatě větvené koruny válcovitého tvaru, původně zavětvené až k zemi. V květnu 2010 byly spodní větve lip nezákonně ořezány a toto vyšetřovala Česká inspekce životního prostředí.
Pro obvody svých kmenů se řadí k nejmohutnějším stromům v Praze. Jejich zdravotní stav je dobrý, některé však již mají ve kmenech dutiny.

## Historie
Lípy rostou kolem barokní kaple svaté Anny přibližně od roku 1800. Za památné stromy jich bylo roku 2001 vyhlášeno pět; v noci z 30. června na 1. července 2003 došlo vlivem silného nárazového větru k pádu jedné lípy srdčité a skupinu tak tvoří pouze čtyři exempláře.

## Památné stromy v okolí
- Dub letní čtyřkmen v Satalické bažantnici
- Skupina dubů letních v Satalické bažantnici
- Linda v poli u Satalic – památný topol bílý

## Turismus
Poblíž lip začíná turistická značená trasa  6107 vedená ze Satalic přes Vinoř a Ctěnice do Miškovic.